# Spolia opima

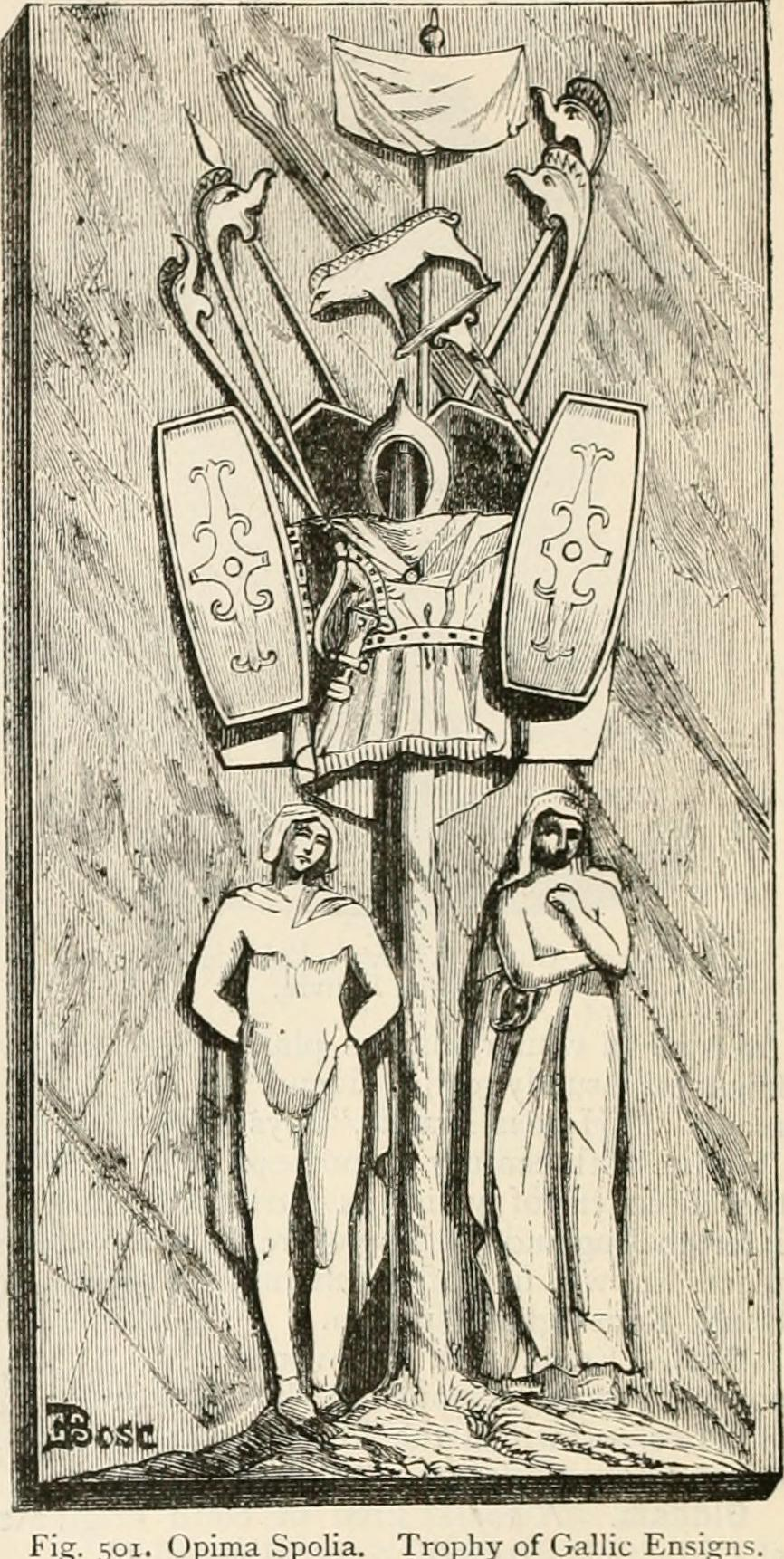
Gravura de um "Spolia opima" pronto para ser dedicado no Templo de Júpiter Ferétrio.

Spolia opima ("espólios ricos") eram as armas, a armadura e outros pertences que um antigo general romano retirava do corpo de um comandante inimigo assassinado em combate corpo a corpo. Era considerada o mais honrado entre os diversos troféus de guerra que um comandante poderia obter, que incluía estandartes e proas de navios.

## História

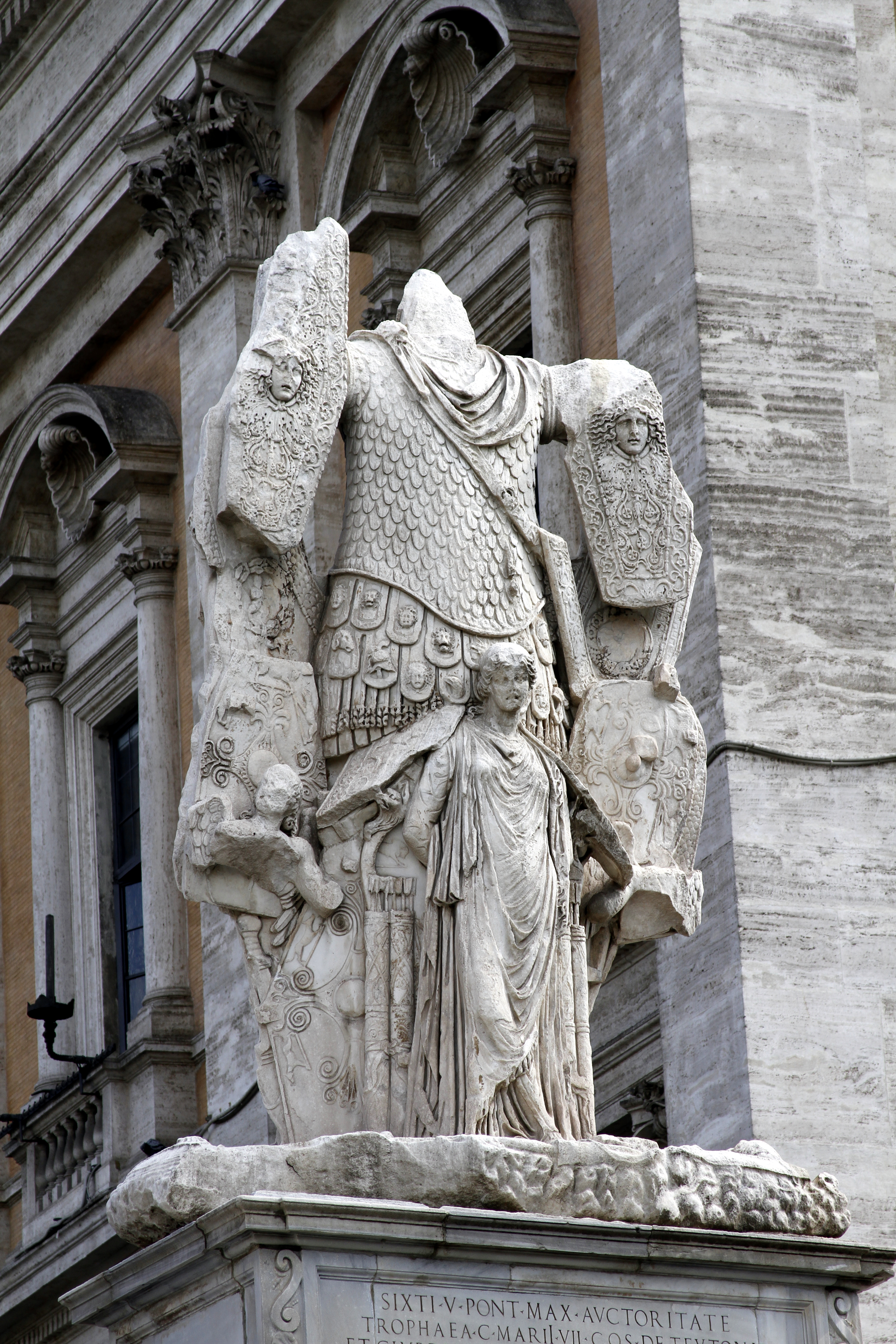
Uma das duas estátuas conhecidas como "Troféus de Mário", encontradas no Ninfeu de Alexandre, em Roma, e atualmente localizadas no alto da Cordonata do Capitólio.

Durante a maior parte da história de Roma, os romanos reconheceram apenas três circunstâncias nas quais o "spolia prima" foram conquistados. O precedente foi criado ainda no período lendário da história, quando, em 752 a.C., Rômulo derrotou Acro, o rei de Caenina, logo depois do "Rapto das Sabinas". Na segunda, Aulo Cornélio Cosso conseguiu sua "spolia opima" de Lars Tolúmnio, rei dos veios, durante a Batalha de Fidenas, em 437 a.C.. A terceira vez, para a qual os registros históricos são melhores, ocorreu antes da Segunda Guerra Púnica, quando Marco Cláudio Marcelo, cônsul em 222 a.C., conseguiu vencer o guerreiro celta Viridomaro, rei dos gesetas. Um registro subsequente alega que o filho adotivo de Augusto, Nero Cláudio Druso, teria enfrentando diversos chefes germânicos (pelo menos três) durante a conquista da Germânia e derrotou-os todos em "espetaculares exemplos de combate singular" (entre 12 e 9 a.C.).
A cerimônia do "spolia opima" era um ritual da religião romana que supostamente emulava as cerimônias arcaicas realizadas pelo próprio Rômulo. O vitorioso pregava a armadura capturada no tronco de um carvalho, carregava ele próprio o aparato em procissão até o Capitólio e dedicava tudo no Templo de Júpiter Ferétrio.

## Política imperial
Nos primeiros anos da ascensão de Augusto, que ainda era conhecido como Otaviano, Marco Licínio Crasso, derrotou um líder inimigo em combate corpo a corpo na Macedônia e estava em posição de reivindicar a honra do "spolia opima". Este Crasso era neto do triúnviro Crasso, morto na desastrosa Batalha de Carras em 53 a.C.. Sua ilustre linhagem política poderia fazer dele um rival para Otaviano, que bloqueou a concessão da homenagem. Crasso pode ter sido o último romano fora da família imperial a receber a honra de celebrar um triunfo.